# Àguila menjamones de les Filipines
L'àguila menjamones de les Filipines o simplement àguila menjamones (Pithecophaga jefferyi) és un gran ocell rapinyaire, el més gros entre els membres de la família dels accipítrids (Accipitridae) i l'única espècie del gènere Pithecophaga Ogilvie-Grant, 1896. És un ocell endèmic de les Filipines, on habitava en quatre de les illes. Extint a Leyte i Samar, sobreviu precàriament a Mindanao i encara en pitjor situació a Luzon. El seu estat de conservació es considera en perill crític d'extinció.

## Descripció
És una àliga enorme, de 86 – 102 cm de llargària, cua llarga i ales proporcionalment curtes i arrodonides. El bec és gran, alt i comprimit lateralment. De color marró fosc per sobre i blanc o blanquinós per sota. Al cap té unes plomes allargassades cap arrere, estriades i erèctils. Potes grogues.

## Alimentació
Malgrat el seu nom, els animals dels quals s'alimenten varien en funció de la disponibilitat. Caça mamífers de petita i mitjana grandària, com ara lèmurs voladors de les Filipines, esquirols, macacos menjacrancs i civetes de palmera, ocells com calaus i mussols, i també rèptils com serps i varans.